# Comiac
Comiac (en francès Comiac) és un municipi francès situat al departament de l'Òlt i a la regió d'Occitània.

## Demografia
| 1962                                       | 1968 | 1975 | 1982 | 1990 | 1999 | 20067 |
| ------------------------------------------ | ---- | ---- | ---- | ---- | ---- | ----- |
| 471                                        | 473  | 363  | 307  | 272  | 252  | 235   |
| Des de 1962: població sense dobles comptes |      |      |      |      |      |       |

## Administració
| Període   | Identitat                   | Partit |
| --------- | --------------------------- | ------ |
| 2001-2008 | Michel Couperie             |        |
| 2008-     | Jean-Philippe Colomb-Delsuc |        |